# Jean-Guillaume Béatrix
Jean-Guillaume Béatrix (Saint-Priest, 24 maart 1988) is een Franse  voormalige biatleet.

## Carrière
Béatrix maakte zijn wereldbekerdebuut in maart 2008 in Oslo, negen maanden later scoorde hij in Hochfilzen zijn eerste wereldbekerpunten. In december 2011 behaalde de Fransman in Hochfilzen zijn eerste toptienklassering.
Op de wereldkampioenschappen biatlon 2012 in Ruhpolding eindigde Béatrix als achtenveertigste op de 10 kilometer sprint en als zesenveertigste op de 12,5 kilometer achtervolging. Samen met Simon Fourcade, Alexis Bœuf en Martin Fourcade veroverde hij de zilveren medaille op de 4x7,5 kilometer estafette. Ook op de  2013 behaalde datzelfde viertal de zilveren medaille.
In 2014 nam Béatrix deel aan de Olympische Winterspelen in Sotsji. Hij behaalde de bronzen medaille op de achtervolging. Op de Wereldkampioenschappen biatlon 2015 behaalde Béatrix brons in de estafette, samen met de broers Fourcade en Quentin Fillon Maillet. In de gemengde estafette behaalde hij zilver aan de zijde van Anaïs Bescond, Marie Dorin Habert en Martin Fourcade.

## Resultaten

### Olympische Winterspelen
| Jaar | Plaats | Resultaten |
| ---- | ------ | --- |
| 2014 | Sotsji | 12,5 km achtervolging · 6e 20 km individueel · 8e 4×7,5 km estafette · 14e 10 km sprint · 17e 15 km massastart · 6e gemengde estafette |

### Wereldkampioenschappen
| Jaar | Plaats      | Resultaten |
| ---- | ----------- | --- |
| 2012 | Ruhpolding  | 48e 10 km sprint · 46e 12,5 km achtervolging · 4x7,5 km estafette                                               |
| 2013 | Nové Město  | 4x7,5 km estafette · 7e 15 km massastart · 13e 20 km individueel · 20e 10 km sprint · 26e 12,5 km achtervolging |
| 2015 | Kontiolahti | 4x7,5 km estafette · 39e 10 km sprint · 41e 12,5 km achtervolging · 57e 20 km individueel · Gemengde estafette  |

### Wereldbeker
Eindklasseringen
| Seizoen   | Algemeen | Individueel | Sprint | Achtervolging | Massastart |
| --------- | -------- | ----------- | ------ | ------------- | ---------- |
| 2008/2009 | 74e      | 49e         | 79e    | -             | -          |
| 2009/2010 | 84e      | -           | 75e    | -             | -          |
| 2010/2011 | 54e      | -           | 54e    | 50e           | 49e        |
| 2011/2012 | 29e      | 37e         | 27e    | 32e           | 31e        |
| 2012/2013 | 13e      | 16e         | 9e     | 13e           | 11e        |
| 2013/2014 | 13e      | 37e         | 12e    | 15e           | 6e         |
| 2014/2015 | 20e      | 43e         | 17e    | 17e           | 14e        |
| 2015/2016 | 31e      | 41e         | 37e    | 39e           | 21e        |
| 2016/2017 | 15e      | 24e         | 23e    | 18e           | 4e         |
| 2017/2018 | 56e      | 47e         | 63e    | 56e           | -          |

Wereldbekerzeges
| Nr.         | Datum            | Plaats      | Onderdeel          |
| Individueel | Individueel      | Individueel | Individueel        |
| ----------- | ---------------- | ----------- | ------------------ |
| 1.          | 20 december 2015 | Pokljuka    | 15 km massastart   |
| Estafettes  |                  |             |                    |
| 1.          | 22 januari 2012  | Antholz     | 4x7,5 km estafette |
| 2.          | 10 februari 2012 | Kontiolahti | Gemengde estafette |
| 3.          | 10 januari 2013  | Ruhpolding  | 4x7,5 km estafette |
| 4.          | 20 januari 2013  | Antholz     | 4x7,5 km estafette |
| 5.          | 19 januari 2014  | Antholz     | 4x7,5 km estafette |
| 6.          | 11 december 2016 | Pokljuka    | 4x7,5 km estafette |
| 7.          | 5 maart 2017     | Pyeongchang | 4x7,5 km estafette |